# Sinostega
Sinostega is een geslacht van uitgestorven basale tetrapoden. Het leefde in het Laat-Devoon (Famennien, ongeveer 365 - 360 miljoen jaar geleden) en zijn fossiele overblijfselen zijn gevonden in China.

## Naamgeving
De typesoort Sinostega pani werd benoemd in 2002 door Zhu e.a. De geslachtsnaam verbindt een verwijzing naar China met het Grieks stegè, 'dak', een gebruikelijk achtervoegsels in de namen van basale tetrapoden sinds Ichthyostega. Het holotype is IVPP V13576, een losse onderkaak gevonden in de Zhongming-formatie in de autonome regio Ningxia Hui in China. Sinostega is ook een van de slechts twee tetrapoden uit het Devoon die buiten Euramerika bekend zijn, samen met Metaxygnathus.

## Beschrijving
Het enige dat over dit dier bekend is, is een onvolledige linkeronderkaak, en het is daarom onmogelijk om het uiterlijk te bepalen. In ieder geval wordt uit de vergelijking met bekendere dieren als Acanthostega en Ichthyostega aangenomen dat Sinostega een archaïsche tetrapode was met vier ledematen die misschien geschikt waren voor korte tochten op het land en een groot hoofd gewapend met lange scherpe tanden. De onderkaak is ongeveer zeven centimeter lang en daarom moeten de afmetingen veel kleiner zijn geweest dan die van Ichthyostega. De mandibulaire kenmerken lijken op die gevonden bij de Acanthostega-fossielen.

## Fylogenie
Het fossiel is gezien als een basale tetrapode, mogelijk gerelateerd aan Acanthostega. Het is de eerste tetrapode uit het Devoon gevonden in Azië; in die tijd bestond Azië uit een reeks equatoriale landmassa's, ten noorden en iets ten westen van de oostelijke rand van Gondwana.

## Paleo-ecologie
Sinostega werd gevonden in sedimenten van niet-mariene oorsprong, die ook de fossielen opleverden van twee lycopside planten, twee antiarche placodermen (Remigolepis en Sinolepis) en een lid van de Sarcopterygii.